# Nānpāra
Nānpāra är en ort i Indien.   Den ligger i distriktet Bahraich och delstaten Uttar Pradesh, i den norra delen av landet, 400 km öster om huvudstaden New Delhi. Nānpāra ligger 138 meter över havet och antalet invånare är 46 280.
Terrängen runt Nānpāra är mycket platt. Runt Nānpāra är det tätbefolkat, med 459 invånare per kvadratkilometer. Det finns inga andra samhällen i närheten. Trakten runt Nānpāra består till största delen av jordbruksmark.